# Innocenty (Figurowski)
Innocenty, imię świeckie Iwan Appołonowicz Figurowski (ur. 10 lutego?/22 lutego 1863 w Panowskim, zm. 28 czerwca 1931 w Pekinie) – rosyjski biskup prawosławny, zwierzchnik misji w Chinach. 

## Życiorys
Urodził się w rodzinie kapłana prawosławnego. Jego matka po śmierci męża została mniszką, przyjmując imię Manefa. W 1878 podjął naukę w seminarium duchownym w Tomsku, którą przerwał po trzecim roku. W 1883 podjął pracę psalmisty w cerkwi Wprowadzenia Matki Bożej do Świątyni w Błachtinsku, gdzie ożenił się z córką proboszcza, Anną Siejmową. W roku następnym przyjął święcenia kapłańskie, chociaż dopiero w 1888 uzupełnił swoją edukację w seminarium duchownym w Petersburgu. 
Po śmierci żony złożył w 1890 śluby monastyczne, studiując równocześnie w Akademii Duchownej w Petersburgu. Jej dyplom uzyskał w 1892. Już dwa lata później został podniesiony do godności archimandryty i wyznaczony na zwierzchnika misyjnego monasteru Opieki Matki Bożej w Moskwie. Po kolejnych dwóch latach przeniesiony na funkcję zwierzchnika rosyjskiej misji prawosławnej w Chinach, wyjechał do Pekinu. 3 czerwca 1902 miała miejsce jego chirotonia biskupia – otrzymał godność biskupa peresławskiego, wikariusza eparchii włodzimierskiej. Faktycznie jednak biskup Innocenty nie pełnił obowiązków biskupich, lecz wrócił do Chin, gdzie stał na czele misji do końca życia. Nauczył się języka chińskiego i opracował słownik chińsko-rosyjski w sześciu tomach, wydany w Pekinie w 1906. 
W marcu 1918 otrzymał godność arcybiskupa Pekinu. Na krótko przed śmiercią podniesiony do godności metropolity. Zmarł 28 czerwca 1931 i został pochowany w znajdującej się na terenie kompleksu budynków misji cerkwi Świętych Nowomęczenników Chińskich, niezachowanej do naszych czasów.